# Gavin McCann
Gavin Peter McCann (* 10. ledna 1978, Blackpool) je bývalý anglický fotbalista. Hrál na postu středního záložníka. Během své kariéry působil v anglických klubech Evertonu, Sunderlandu, Aston Ville či Boltonu. V roce 2001 si připsal jediný start za anglickou reprezentaci. Kariéru ukončil v roce 2011.

## Kariéra
Fotbalově vyrůstal v Evertonu, ten s ním podepsal i profesionální smlouvu a zde absolvoval 10 ligových startů. V roce 1998 se přesunul do Sunderlandu, se kterým s 105 body na kontě vyhrál anglickou Division One a postoupil do Premiership.
S Aston Villou podepsal během roku 2003. Zde ho trápila četná zranění. V roce 2007 již neměl jistou základní sestavu a tak se rozhodl vyměnit prostředí.
V roce 2008 podepsal pětiletou smlouvu s Boltonem. První gól si připsal proti Crvene Zvezdě ve skupině Poháru UEFA. Gól vstřelil i v osmifinále proti Sportingu CP, kde Bolton vypadl. Celkem si připsal za Bolton 75 startů.
Poslední zápas odehrál v lednu 2010, poté ho trápila vleklá zranění, až po sezóně 2010–11 ukončil kariéru. Nyní se McCann věnuje v Boltonu mládeži.
28. února 2001 si připsal jeden start v přátelském utkání ve Villa Parku proti Španělsku za anglickou reprezentaci, kdy Anglie zvítězila 3:0. Odehrál v něm 2. poločas.